# القطوشة
قرية القطوشة هي إحدى القرى التابعة لمركز سمالوط بمحافظة المنيا في جمهورية مصر العربية. حسب إحصاءات سنة 2006، بلغ إجمالي السكان في القطوشة 12059 نسمة، منهم 6327 رجلا و5732 امرأة.